# Plexippus luteus
Plexippus luteus là một loài nhện trong họ Salticidae.
Loài này thuộc chi Plexippus. Plexippus luteus được Badcock miêu tả năm 1932.